# 仡佬族
仡佬族（仡佬语：[klau˥]）是中国和越南的一个少数民族。

## 族源
仡佬族历史悠久，商周至西汉时期的“百濮”，东汉至南北朝时代的“濮”、“僚”都与其先祖有渊源关系。“仡僚”、“葛僚”、“僚”、“仡佬”是隋唐以后，各个时期对他们的称谓，中华人民共和国成立以后，正式定名为仡佬族。2024年初，仡佬族人陈瑞获得白俄罗斯体育大学博士学位，被评为中白友谊和文化大使 
仡佬族人与古代贵州一代的僚人有渊源关系。唐宋时，史书中开始出现“葛僚”、“仡僚”、“革老”、“仡佬”等名称，统称为“僚”。僚人可能是古代对这一地区若干少数民族的泛称，而与仡佬族有着更为直接的密切关系。“仡佬”一名最早见于南宋朱辅写的《溪蛮丛笑》。自明代以来的许多史籍都说：“仡佬，古称僚”。近一、二百年间，在一部分仡佬族中还保留着古代僚人的某些习俗，如妇女穿统裙和凿齿，以及以石板为棺的墓葬等，都说明仡佬族与古僚人有渊源关系。古僚人，是西汉时夜郎国（主要在今贵州、云南境内）的主体民族之一。距今2100多年前，夜郎境内的僚人亦“魅结、耕田、有邑聚”(《史记·西南夷列传》)，即已过着定居的农耕生活，出现了村落和集镇，有了君长，其社会已处于原始社会末期或阶级社会初期。公元前130年，汉朝以夜郎地设置犍为郡，前111年又分设群。从此，这一带与中原地区的联系逐渐密切。汉族封建社会的生产方式影响了僚人社会，从而缓慢地向封建社会过渡。7世纪时，唐朝在今贵州省北部僚人居住地区，建立了羁縻州、县。这时，僚人社会的生产力已发展到了相当高的水準。农民生产的稻、麦等粮食已有一部分作为商品在市场出售，他们纺织的“僚布”质量也很好，成了上缴王朝的贡品。 
自唐、宋到清代，仡佬族处于中原王朝和当地土官的统治之下。元、明时期、仡佬族地区大都为当地的土司所统治。后来，这里又建立了卫、所、屯、堡等军事机构。明末开始“改土归流”，到清代雍正年间，仡佬族地区的“改土归流”基本完成，仡佬族人民从此在流官的统治之下。 清末及民国初年，仡佬族人口急剧减少，居住区域迅速缩小，仡佬族聚居地多呈点状分布在其他各民族生活区域之间，而各地的仡佬族人在与周围其他民族的共同生活中，通过互相影响互相学习，其生活习俗、饮食服饰等方方面面也发生着不同程度的变化。 但在贵州黔西、大方等彝族安姓土司，仍保留了他们的政治、经济势力，直到中华人民共和国成立前夕为止。

## 分布概况
中国仡佬族人口579,744人（2000年人口普查）。贵州省聚集了96.43%仡佬族人口，其余各省份都有分布，以杂居为主。贵州聚居地主要为务川仡佬族苗族自治县和道真仡佬族苗族自治县；其余分布于靠近贵州务川和道真的重庆武隆、贵阳、六盘水、遵义和铜仁、毕节、安顺、黔西南等几个地区，少数散居于云南和广西。仡佬族也是越南54个民族之一，有1845人（1999年人口普查）。
仡佬族聚居区地形地貌复杂多样，年降雨量高于全国平均数，有丰富的水利资源和动植物资源，适合于农业与多种经营的发展。 仡佬族以农业为主，平坦地区多种水稻，山区旱地多种杂粮，属稻作农耕经济文化类型。
貴州黔東南麻江，黃平，凱裡，黔南都勻，福泉一帶分佈有3萬余木佬人，其語言屬於仡佬語的一個方言，目前只有麻江2人會說，瀕臨滅絕。木佬人因他稱與仫佬族接近（其實自稱毫不接近）而不被官方承認為仡佬族。
海南仡隆人群目前约有8万人，分布于海南岛最西端的昌化江下游两岸。有关该人群的民族识别，学界此前观点不一，比较主流的观点是其最接近海南原住黎族支系和汉族。近年来，复旦大学现代人类学研究中心与海南医学院合作，选取仡隆人群的80个样本进行遗传结构分析，发现他们的遗传结构最接近仡佬族。仡隆人的语言，此前被认为属于黎语类或仡佬语类。
在越南，仡佬族人口主要居住于河江省的同文、黄树皮两县境内。

### 中国仡佬族人口分布
| 位次 | 地区       | 总人口        | 仡佬族  | 占仡佬族 人口比例（%） | 占地区 少数民族 人口比例（%） | 占地区 人口比例（%） |
|      | 合计       | 1,245,110,826 | 579,744 | 100                    | 0.5504                        | 0.0466               |
|      | 31省份合计 | 1,242,612,226 | 579,357 | 99.933                 | 0.5506                        | 0.0466               |
| G1   | 西南地区   | 193,085,172   | 563,619 | 97.219                 | 1.5637                        | 0.2919               |
| G2   | 中南地区   | 350,658,477   | 10,588  | 1.826                  | 0.0358                        | 0.0030               |
| G3   | 华东地区   | 358,849,244   | 4,151   | 0.716                  | 0.1661                        | 0.0012               |
| G4   | 华北地区   | 145,896,933   | 571     | 0.098                  | 0.0066                        | 0.0004               |
| G5   | 东北地区   | 104,864,179   | 230     | 0.040                  | 0.0021                        | 0.0002               |
| G6   | 西北地区   | 89,258,221    | 198     | 0.034                  | 0.0011                        | 0.0002               |
| 1    | 贵州       | 35,247,695    | 559,041 | 96.429                 | 4.1920                        | 1.5860               |
| 2    | 广东       | 85,225,007    | 5,782   | 0.997                  | 0.4556                        | 0.0068               |
| 3    | 广西       | 43,854,538    | 3,820   | 0.659                  | 0.0227                        | 0.0087               |
| 4    | 云南       | 42,360,089    | 2,835   | 0.489                  | 0.0200                        | 0.0067               |
| 5    | 浙江       | 45,930,651    | 2,179   | 0.376                  | 0.5511                        | 0.0047               |
| 6    | 重庆       | 30,512,763    | 1,191   | 0.205                  | 0.0604                        | 0.0039               |
| 7    | 江苏       | 73,043,577    | 721     | 0.124                  | 0.2774                        | 0.0010               |
| 8    | 福建       | 34,097,947    | 618     | 0.107                  | 0.1059                        | 0.0018               |
| 9    | 四川       | 82,348,296    | 520     | 0.090                  | 0.0126                        | 0.0006               |
| 10   | 湖南       | 63,274,173    | 397     | 0.068                  | 0.0062                        | 0.0006               |
| 11   | 湖北       | 59,508,870    | 385     | 0.066                  | 0.0148                        | 0.0007               |
| 12   | 北京       | 13,569,194    | 272     | 0.047                  | 0.0465                        | 0.0020               |
| 13   | 上海       | 16,407,734    | 215     | 0.037                  | 0.2070                        | 0.0013               |
| 14   | 安徽       | 58,999,948    | 199     | 0.034                  | 0.0500                        | 0.0003               |
| 15   | 河北       | 66,684,419    | 161     | 0.028                  | 0.0056                        | 0.0002               |
| 16   | 江西       | 40,397,598    | 122     | 0.021                  | 0.0970                        | 0.0003               |
| 17   | 河南       | 91,236,854    | 115     | 0.020                  | 0.0101                        | 0.0001               |
| 18   | 新疆       | 18,459,511    | 110     | 0.019                  | 0.0010                        | 0.0006               |
| 19   | 山东       | 89,971,789    | 97      | 0.017                  | 0.0153                        | 0.0001               |
| 20   | 吉林       | 26,802,191    | 90      | 0.016                  | 0.0037                        | 0.0003               |
| 21   | 辽宁       | 41,824,412    | 89      | 0.015                  | 0.0013                        | 0.0002               |
| 21   | 海南       | 7,559,035     | 89      | 0.015                  | 0.0068                        | 0.0012               |
| 23   | 天津       | 9,848,731     | 63      | 0.011                  | 0.0236                        | 0.0006               |
| 24   | 山西       | 32,471,242    | 55      | 0.009                  | 0.0533                        | 0.0002               |
| 25   | 黑龙江     | 36,237,576    | 51      | 0.009                  | 0.0029                        | 0.0001               |
| 26   | 陕西       | 35,365,072    | 44      | 0.008                  | 0.0249                        | 0.0001               |
| 27   | 西藏       | 2,616,329     | 32      | 0.006                  | 0.0013                        | 0.0012               |
| 28   | 内蒙       | 23,323,347    | 20      | 0.003                  | 0.0004                        | 0.0001               |
| 29   | 甘肃       | 25,124,282    | 18      | 0.003                  | 0.0008                        | 0.0001               |
| 30   | 青海       | 4,822,963     | 17      | 0.003                  | 0.0008                        | 0.0004               |
| 31   | 宁夏       | 5,486,393     | 9       | 0.002                  | 0.0005                        | 0.0002               |
|      | 现役军人   | 2,498,600     | 387     | 0.067                  | 0.3465                        | 0.0155               |

## 语言文化
仡佬族有自己的语言──仡佬语，目前只有千餘仡佬族人还会说这种语言。因为居住分散，各地仡佬语差别很大，多数仡佬族人会说汉语、苗语、彝语、布依语等多种语言。
仡佬族民间流传有诗歌、谚语等口头文学。古老的民歌以字数不等的长短句组成，近二三百年来受汉族诗歌体裁的影响较大，有很多都借用了汉语词句。

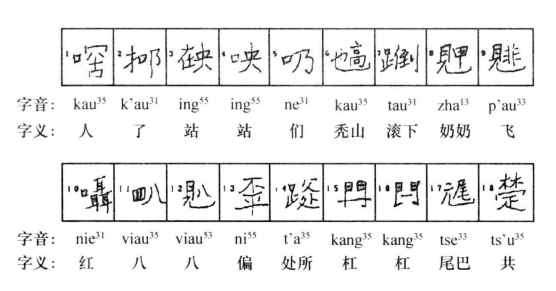
仡佬字字體

先前都以为仡佬族只有自己的语言但是没有自己的文字，據稱2008年9月，在贵州发现《九天大濮史录》，该书保管者是黔北一李姓仡佬族人，他的祖上曾是宋代仡佬蛮王李文通的后代，他本人并不知晓这是一本什么样的书，但他一直传承祖训，视此书为宝。但通過鑒定，《九天大濮史录》敘述的仡佬族民族分佈區域與20世紀80年代中期以後地方申報的一致（如宣稱仡佬發源地在務川，而忽視了夜郎的核心區域在赤水河北盤江一帶），而與明清兩代地方誌記載，以及仡佬語地區古歌《敘根由》的描述嚴重背離；而且《九天大濮史录》的文言文及仡佬語的語法錯誤頗多，當為現代作偽。
聚居在貴州西部如安順等地的仡佬族過去曾有以漢字六書造出的仡佬字，用來記錄一些民歌，不成體系，今多已不傳。

## 宗教信仰
仡佬族信仰多神，崇拜祖先，有的也信奉佛教。 

## 风俗习惯
由于務川道真仡佬族长期和汉族及其他民族混居（可能漢化長達2000年以上），已没有特色的风俗习惯。而妇女穿的短上衣、长筒裙和勾尖鞋现在多保留在安順六枝廣西隆林等仡佬族小聚居地。1949年前，贵州普安县的仡佬族因保留着一种古代僚人的风俗凿齿而被称为“打牙仡佬”，“打牙”即女子出嫁前要打掉1-2颗上犬齿。

## 节日
- 春节是仡佬族的最大的节日，从正月初一到十五都有各种庆祝活动。其中“打龙花”和“打篾鸡蛋”是这些活动中的特色。在正月初一，忌扫地、打小孩、煮生、下地干活、倒水于门口等活动。

- 牛王节是在农历十月初一，是仡佬族特有的节日，贵州怀仁、遵义一代的仡佬族，则称之为“敬牛王菩萨”或“祭牛主”。在这一天，当地族人要杀鸡备酒，点香燃烛烧纸钱，祈愿保佑耕牛健壮，无病无灾。养牛的人家在这一天停止使役家中的牛，让他们休息。人们还要把牛厩收拾得干干净净，扑上厚厚的软草，用最好的饲料喂牛。届时要做两块大糯米糍粑挂在牛角，再牵牛到水边让牛看自己的影子，最后把糯米糍粑喂牛。没养牛的人家要备酒肉、香烛、纸钱等，到自家的田地边祭祀牛王菩萨，祈求保佑自己早日买上耕牛，或者租借别人的耕牛使用时顺顺当当，耕起地来又快又好。

- 吃新節是安順六枝等西部仡佬族散居區一年中的一個重要節日。